# 阿布扎比执行委员会
阿布扎比执行委员会（缩写ADEC）是阿布扎比酋长国政府的行政机关，委员会定期在阿布扎比市举行会议，讨论阿布扎比政府各部门提交的问题和备忘录，涉及政府资助项目的进展、政府绩效评估以及地方部门或机构负责人的任命等等，2023年起，主席为阿布扎比王储哈立德·本·穆罕默德·阿勒納哈揚。